# Sabina Florian
Sabina Florian (Bolzano, 28 maggio 1983) è un'ex hockeista su ghiaccio italiana che ha militato per gran parte della sua carriera nel massimo campionato tedesco, la Frauen-Bundesliga.

## Carriera
Dopo le giovanili nella nativa Caldaro, passa all'HC Eagles Bolzano. Con le biancorosse ha vinto 5 scudetti: 1997-98, 1998-99, 1999-00, 2003-04, 2005-06. Ha poi militato per tre stagioni (2004-05, 2006-07 e 2007-08) nella massima serie tedesca, la Eishockey-Bundesliga, nelle file dell'SC Riessersee di Garmisch-Partenkirchen.
Nel 2007 si è trasferita in Val Pusteria. Qui si allenava a Dobbiaco con la locale compagine dei Mammuts, pur continuando la sua attività agonistica con il Riessersee. Quando, nel 2010 la sezione femminile del Riessersee divenne indipendente con il nome di SC Garmisch-Partenkirchen, la Florian vi giocò per una stagione.
Nel 2011 è passata alle Bergkamener Bären, sempre nella massima serie femminile.
In nazionale ha esordito il 19 marzo 1999 ed ha giocato 73 incontri mettendo a segno 56 reti e 28 assist. È stata la prima giocatrice italiana a mettere a segno una rete nella partita contro la Russia a Torino 2006.